# Dominika Sztandera
Dominika Anna Sztandera (ur. 19 stycznia 1997 w Dzierżoniowie) – polska pływaczka specjalizująca się w stylu klasycznym, mistrzyni Europy na basenie 50-metrowym na dystansie 50 metrów stylem klasycznym i w sztafecie 4 x 100 metrów stylem zmiennym (2024), mistrzyni Europy na krótkim basenie w sztafecie 4 × 50 m stylem zmiennym (2019), wielokrotna mistrzyni i rekordzistka Polski.

## Życiorys
Jej pierwszym klubem był MKS „Dziewiątka” Dzierżoniów,  trenerem Andrzej Wojtal. Następnie została zawodniczką MKS Juvenia Wrocław.

### Medale
Na mistrzostwach Europy juniorek w 2013 zdobyła brązowy medal w sztafecie 4 x 100 metrów stylem zmiennym (z Agatą Naskręt, Pauliną Nogaj i Wiolettą Orczykowską). Na mistrzostwach Europy seniorek na basenie 25-metrowym w 2019 zdobyła złoty medal w sztafecie 4 x 50 metrów stylem zmiennym (z Alicją Tchórz, Kornelią Fiedkiewicz i Katarzyną Wasick), na mistrzostwach Europy na basenie 25-metrowym w 2021 wywalczyła brązowy medal w sztafecie 4 x 50 metrów stylem dowolnym (z Alicją Tchórz, Kornelią Fiedkiewicz i Katarzyną Wasick). W 2023 zdobyła cztery medale letniej uniwersjady: srebrny na 50 metrów stylem klasycznym, w sztafecie 4 x 100 metrów stylem zmiennym (z Adelą Piskorską, Pauliną Pedą i Kornelią Fiedkiewicz)  i w sztafecie 4 x 100 metrów stylem zmiennym, mix (z Kornelią Fiedkiewicz, Jakubem Majerskim i Kacprem Stokowskim) i brązowy na 100 metrów stylem klasycznym. Na mistrzostwach Europy w 2024 zdobyła dwa złote medale: na dystansie 50 metrów stylem klasycznym i w sztafecie 4 x 100 metrów stylem zmiennym (z Adelą Piskorską, Pauliną Pedą i Kornelią Fiedkiewicz).

### Starty zagraniczne
Reprezentowała Polskę na zawodach rangi mistrzowskiej wśród seniorów:
- mistrzostwa świata:
  - 2015: 50 metrów stylem klasycznym, 100 metrów stylem klasycznym i sztafeta 4 x 100 metrów stylem zmiennym - odpadła w eliminacjach
  - 2017: 50 metrów stylem klasycznym i 100 metrów stylem klasycznym - odpadła w eliminacjach
  - 2023: 50 metrów stylem klasycznym i 100 metrów stylem klasycznym - odpadła w półfinałach, sztafeta 4 x 100 metrów stylem zmiennym - 10. miejsce, sztafeta 4 x 100 metrów stylem zmiennym (mix) - 12. miejsce
  - 2023: 50 metrów stylem klasycznym i 100 metrów stylem klasycznym - odpadła w półfinałach, sztafeta 4 x 100 metrów stylem zmiennym - 7. miejsce, sztafeta 4 x 100 metrów stylem zmiennym (mix) - 4. miejsce
- mistrzostwa Europy:
  - 2016: 50 metrów stylem klasycznym - odpadła w półfinale, 100 metrów stylem klasycznym - odpadła w eliminacjach, sztafeta 4 x 100 metrów stylem zmiennym - 8. miejsce
  - 2021: 50 metrów stylem klasycznym - odpadła w eliminacjach, 100 metrów stylem klasycznym - odpadła w eliminacjach, sztafeta 4 x 100 metrów stylem zmiennym - dyskwalifikacja
  - 2022: 50 metrów stylem klasycznym - odpadła w półfinale, 100 metrów stylem klasycznym - odpadła w półfinale, sztafeta 4 x 100 metrów stylem zmiennym - 6. miejsce
  - 2024: 50 metrów stylem klasycznym - 1 m., 100 metrów stylem klasycznym - 4 m., sztafeta 4 x 100 metrów stylem zmiennym - 1. miejsce, sztafeta 4 x 100 metrów stylem zmiennym (mix) - dyskwalifikacja
- mistrzostwa Europy na basenie 25-metrowym:
  - 2017: 50 metrów stylem klasycznym - 4. miejsce, 100 metrów stylem klasycznym - odpadła w półfinale, sztafeta 4 x 50 metrów stylem dowolnym (mix) - 4. miejsce, sztafeta 4 x 50 metrów stylem zmiennym - 5. miejsce, sztafeta 4 x 50 metrów stylem zmiennym - dyskwalifikacja
  - 2019: 50 metrów stylem klasycznym - 7. miejsce, 100 metrów stylem klasycznym - odpadła w eliminacjach, sztafeta 4 x 50 metrów stylem zmiennym - 1. miejsce, sztafeta 4 x 50 metrów stylem dowolnym - 6. miejsce
  - 2021: 50 metrów stylem klasycznym - odpadła w półfinale, 100 metrów stylem klasycznym - odpadła w półfinale, sztafeta 4 x 50 metrów stylem zmiennym - 5. miejsce, sztafeta 4 x 50 metrów stylem dowolnym - 3. miejsce

### Mistrzostwa Polski
Na mistrzostwach Polski seniorek na basenie 50-metrowym zdobyła indywidualnie 23 medale, w tym 15 złotych:
- 50 metrów stylem klasycznym: 1 m. - 2014, 2015, 2016, 2017, 2019, 2021, 2023, 2 m. - 2018, 2022, 2024, 3 m. - 2013,
- 100 metrów stylem klasycznym: 1 m. - 2014, 2015, 2017, 2021, 2022, 2023, 2024, 2 m. - 2013, 2018, 3 m. - 2019,
- 200 metrów stylem klasycznym: 1 m. - 2022
- 50 metrów stylem dowolnym: 3 m. - 2016

Na zimowych mistrzostwach Polski seniorek na basenie 25-metrowym zdobyła indywidualnie 26 medali, w tym 16 złotych:
- 50 metrów stylem klasycznym: 1 m. - 2012, 2013, 2014, 2015, 2016, 2020, 2 m. - 2017, 2023 (basen 50 m), 3 m. - 2011
- 100 metrów stylem klasycznym: 1 m. - 2014, 2015, 2016, 2017, 2018, 2019, 2020, 2022, 2023 (basen 50 m), 2 m. - 2013, 3 m. - 2011, 2012,
- 200 metrów stylem klasycznym: 1 m. - 2017, 2 m. - 2023 (basen 50 m)
- 100 metrów stylem zmiennym: 2 m. - 2016, 3 m. - 2022
- 50 metrów stylem dowolnym: 3 m. - 2019

### Rekordy Polski
Pięciokrotnie poprawiała rekord Polski seniorów na 50 metrów stylem klasycznym na basenie 50-metrowym: 31,34 (8.08.2015, Kazań), 31,07 (5.02.2017, Uster), 30,67 (25.02.2023, Lublin), 30,59 (29.07.2023, Fukuoka), 30,55 (23.06.2024, Belgrad), również pięciokrotnie na 100 metrów stylem klasycznym na basenie 50-metrowym: 1:07,92 (21.05.2017, Lublin), 1:07,88 (1:06.2022, Lublin), 1:07,71 (25.02.2023, Lublin), 1:07,10 (29.04.2023, Olsztyn), 1:06,42 (24.07.2023, Fukuoka)